# Schwedische Division 1 (Eishockey) 1951/52
Die Saison 1951/52 war die achte Spielzeit der Division 1 als höchster schwedischen Eishockeyspielklasse. Meister wurde der Södertälje SK. Mora IK, UoIF Matteuspojkarna, Grums IK und IK Göta stiegen in die zweite Liga ab.

## Modus
In der Hauptrunde wurde die Liga in zwei Gruppen (Nord und Süd) eingeteilt. Jede der sechs Mannschaften pro Gruppe absolvierte insgesamt zehn Spiele. Die beiden Gruppensieger trafen im Meisterschaftsfinale aufeinander. Die beiden Letztplatzierten jeder Gruppe stiegen direkt in die zweite Liga ab. Für einen Sieg erhielt jede Mannschaft zwei Punkte, bei einem Unentschieden gab es einen Punkt und bei einer Niederlage null Punkte.

## Hauptrunde

### Gruppe Nord
|    | Klub                 | Sp | S | U | N | T  | GT | Punkte |
| -- | -------------------- | -- | - | - | - | -- | -- | ------ |
| 1. | Gävle GIK            | 10 | 7 | 2 | 1 | 41 | 19 | 16     |
| 2. | Hammarby IF          | 10 | 7 | 1 | 2 | 48 | 23 | 15     |
| 3. | AIK Solna            | 10 | 6 | 2 | 2 | 52 | 31 | 14     |
| 4. | Nacka SK             | 10 | 3 | 1 | 6 | 26 | 57 | 7      |
| 5. | Mora IK              | 10 | 2 | 1 | 7 | 37 | 53 | 5      |
| 6. | UoIF Matteuspojkarna | 10 | 1 | 1 | 8 | 27 | 48 | 3      |

Sp = Spiele, S = Siege, U = Unentschieden, N = Niederlagen

### Gruppe Süd
|    | Klub           | Sp | S | U | N | T  | GT | Punkte |
| -- | -------------- | -- | - | - | - | -- | -- | ------ |
| 1. | Södertälje SK  | 10 | 8 | 2 | 0 | 53 | 19 | 18     |
| 2. | Djurgårdens IF | 10 | 6 | 1 | 3 | 46 | 27 | 13     |
| 3. | Leksands IF    | 10 | 5 | 1 | 4 | 40 | 38 | 11     |
| 4. | Forshaga IF    | 10 | 4 | 0 | 6 | 38 | 56 | 8      |
| 5. | Grums IK       | 10 | 2 | 1 | 7 | 25 | 43 | 5      |
| 6. | IK Göta        | 10 | 2 | 1 | 7 | 39 | 58 | 5      |

Sp = Spiele, S = Siege, U = Unentschieden, N = Niederlagen

## Meisterschaftsfinale
- Södertälje SK – Gävle GIK 4:1/4:2